# Stésichore
Stésichore (en grec Στησίχορος / Stêsíkhoros, littéralement « qui présente le chœur ») était un poète lyrique grec originaire de Metauria, (Gioia Tauro) en Calabre, dont la période d'activité s'étend de 570 à 540 av. J.-C. environ. Il a donné à l'instrument lyrique une ampleur, une richesse et une puissance inconnues avant lui, sans toutefois s'élever au-dessus du génie de Pindare, au dire de Quintilien.

## Biographie
Sa vie est mal connue. Platon le dit « fils d'Euphèmos » et le présente comme « Stésichore d'Himère », ce qui correspond à certaines de ses particularités stylistiques. La notice de la Souda qui lui est consacrée lui donne les dates 632-556 av. J.-C., probablement sur l'autorité d'Apollodore d'Athènes, mais celles-ci ne sont probablement fondée sur rien d'autre que la pétition de principe selon laquelle Stésichore serait plus jeune qu'Alcman, dont la Souda situe l'apogée en 632, et plus vieux que Simonide de Céos, qui indique lui-même être né en -556 Sa période d'activité s'étend probablement de 570 à 540 av. J.-C..
Étienne de Byzance indique qu'il est originaire de Matauros, une colonie de Locres en Italie du Sud ; d'autres éléments le rattachent par ailleurs à Locres, ainsi qu'à la cité d'Himère. La tradition veut qu'il se soit rendu à Sparte : Stésichore y place le palais d'Agamemnon plutôt qu'à Mycènes, ce qui paraît refléter la propagande spartiate de l'époque ; l'hypothèse semble confirmée par l'un des papyri d'Oxyrhynque.

## Œuvre
Seule une faible partie de son œuvre a été conservée. Cependant, il a été retenu par Aristarque de Samothrace et Aristophane de Byzance dans leur Canon alexandrin comme l'un des neuf maîtres de la poésie lyrique, à l'instar d'Alcman, son contemporain. Car ses innovations techniques sont de première importance : son lyrisme aborde les grands sujets, son style s'élève et s'affermit, son dialecte, savamment épuré, se rapproche de la noblesse épique, et surtout son rythme prend une ampleur et une variété nouvelles. Il inventa nombre de rythmes et de mélodies, notamment l'ode à trois mouvements (forme rythmique où les strophes se succèdent à des rythmes différents). Les mètres qu'il utilise sont riches en dactyles, comme dans l'épopée homérique.
 Il a laissé 28 livres d’Hymnes contenant des légendes d'amour et de mort qui servirent de sujets aux auteurs tragiques. Ses poèmes étaient très longs, la Géryonide par exemple, excédait 1800 vers (Pindare dépassait rarement les 100 vers). Quintilien lui reproche une abondance excessive, un peu diffuse et molle. Il semble que Stésichore tirait son inspiration soit des cycles épiques comme le Cycle troyen ou le Cycle thébain, soit directement d'Homère, en accentuant leur dimension morale et religieuse.

## Le cas d'Hélène
Le Xe Discours de Dion de Pruse et Lucien de Samosate rapportent que c'est pour avoir parlé d'Hélène comme Homère que Stésichore fut frappé d'aveuglement, en punition de son mensonge, et que la vue ne lui fut rendue qu'après qu'il se fut dédit. Platon préserve dans le Phèdre la palinodie de Stésichore : privé de la vue par les dieux pour avoir nié les faits homériques, il compose un poème dans lequel il se rétracte. Toutefois, la tournure qu'il emploie laisse encore place à l'ambiguïté :

« Non, ce discours n’est pas vrai

tu [Hélène] n’es jamais montée sur les navires aux beaux bancs de rameurs,

tu n’es jamais entrée dans la citadelle de Troie. »

Cette palinodie est également citée par Ovide dans L'Art d'aimer.
Platon cite Stésichore dans La République pour mentionner une alternative au récit homérique de l'enlèvement d'Hélène dans l'Iliade. Selon Stésichore, Hélène n'a jamais été emmenée à Troie par Pâris après son rapt à Sparte, car un roi égyptien du nom de Protée la garde sous sa protection pour la rendre à Ménélas, ce qui met fin à son périple. Pâris rentre à Troie bredouille. Cette version de l'histoire se trouve également chez Hérodote. Ce dernier, qui tient le récit de prêtres égyptiens, rapporte que les Grecs ont assiégé Troie car ils n'ont pas cru les Troyens, ils pensaient qu'ils détenaient Hélène alors qu'elle était en Égypte.